# Фёдоровский Первый сельсовет
Фёдоровский Первый сельсовет — сельское поселение в Саракташском районе Оренбургской области Российской Федерации. Включает в свой состав село Фёдоровка Первая, хутор Редькин и деревню Сияльтугай.
Административный центр — село Фёдоровка Первая.

## История
Статус и границы сельского поселения установлены Законом Оренбургской области от 2 сентября 2004 года № 1424/211-III-ОЗ «О наделении муниципальных образований Оренбургской области статусом муниципального района, городского округа, городского поселения, установлении и изменении границ муниципальных образований»

## Население
| 2010 | 2012 | 2013 | 2014 | 2015 | 2016 | 2017 |
| ---- | ---- | ---- | ---- | ---- | ---- | ---- |
| 821  | ↗826 | ↗844 | →844 | ↘836 | ↘815 | ↘807 |
| 2018 | 2019 | 2020 | 2021 |      |      |      |
| ↘793 | ↘773 | ↘755 | ↘732 |      |      |      |

## Состав сельского поселения
| № | Населённый пункт | Тип населённого пункта       | Население |
| - | ---------------- | ---------------------------- | --------- |
| 1 | Редькин          | хутор                        | 116       |
| 2 | Сияльтугай       | деревня                      | 103       |
| 3 | Фёдоровка Первая | село, административный центр | 602       |